# Nowa Synagoga w Kaliszu
Nowa Synagoga (Reformowana) w Kaliszu – synagoga, która znajdowała się w Kaliszu przy ulicy Krótkiej 3. Zburzona w 1940 roku.
Projekt budowy synagogi postępowej powstał w 1871 roku. Jednak dopiero 8 czerwca 1910 roku położony został kamień węgielny pod budowę tego obiektu. Uroczystość prowadził rabin Jechaskiel Lipszyc. Jej uroczyste otwarcie miało miejsce w 1911 roku. Podczas II wojny światowej, po wkroczeniu Niemców do miasta, synagoga została zamknięta. Przez jakiś czas służyła jako miejsce składowania macew ze starego cmentarza żydowskiego. W 1940 roku została zburzona. Po zakończeniu wojny nie została odbudowana.
Murowany budynek synagogi wzniesiono na planie prostokąta. Fasadę główną wieńczyły dwie kwadratowe wieże zwieńczone cebulastymi kopułami. Wewnątrz we wschodniej części znajdowała się obszerna główna sala modlitewna, którą z trzech stron otaczały galerie dla kobiet. W zachodniej części znajdował się mały przedsionek.